# Mouez Hassen
Mouez Hassen, né le 5 mars 1995 à Fréjus (France), est un footballeur international tunisien évoluant au poste de gardien de but. Il évolue désormais en première division tunisienne avec le Club africain.

## Biographie

### En club

#### OGC Nice
Mouez Hassen devient joueur professionnel en 2012 à la suite du titre obtenu par son équipe en Coupe Gambardella. Il dispute sa première rencontre de Ligue 1 face au FC Nantes à la Beaujoire le 25 septembre 2013. Il s'incline (2-0) lors de sa première sortie avec les professionnels.
À la suite de la grave blessure de Joris Delle, il commence la saison 2014-2015 en tant que portier n°1 de l'OGC Nice. Il est écarté à deux reprises à la suite des mauvais résultats du club au profit de Simon Pouplin, une première fois lors de la 17e journée avant de retrouver sa place lors de la 20e journée puis la seconde fois lors de la 30e journée. Il bénéficie alors de la blessure de Pouplin lors de la 34e journée pour finir, à nouveau, la saison dans les buts.
Il commence la saison 2015-2016 comme doublure mais récupère sa place dans les buts dès la première journée à la suite d'une nouvelle blessure de Pouplin, avant de se blesser lui-même aux ischio-jambiers lors d'un rassemblement avec l'équipe de France espoirs, manquant ainsi les 10e et 11e journées de championnat. Il se fait exclure lors d'un déplacement à Toulouse (15e journée, défaite 2-0) et y perd à nouveau sa place dans les cages niçoises, devenant la doublure de Yoan Cardinale pour la suite de la saison.
Pour l'exercice 2016-2017, il doit composer avec la concurrence de Walter Benítez pour occuper la place de n°2. Fin octobre, il se blesse au poignet et connaît une période d'indisponibilité de trois mois.

#### Prêt au Southampton FC
En manque de temps de jeu à Nice, Mouez Hassen est prêté par son club formateur au club anglais du Southampton FC sans option d'achat, pour une durée de six mois. Il y retrouve Claude Puel qui l'a lancé en Ligue 1. Il n'y dispute que six matchs, tous avec l'équipe réserve.

#### Prêt à Châteauroux
Il est à nouveau prêté le 9 juillet 2017 pour la saison 2017-2018, cette fois à Châteauroux, alors promu en Ligue 2. Il y retrouve du temps de jeu et un statut de numéro 1.

#### Cercle Bruges
Libre de tout contrat, il s'engage le 1er novembre avec le Cercle Bruges jusqu'à la fin de saison avec une option pour une année supplémentaire. Le club belge est alors dernier de la Jupiler Pro League. Le 18 juin 2020, il résilie son contrat. Fin septembre, il s'entraîne avec le Stade brestois, le club breton cherchant un gardien numéro 3 derrière Gautier Larsonneur et Sébastien Cibois.

#### Stade brestois 29
Le 13 novembre 2020, il s'engage officiellement avec le club breton jusqu'au terme de la saison.

#### Club africain
À l'été 2021, Mouez Hassen signe pour deux ans au Club africain.

### En équipe nationale
En février 2018, Mouez Hassen choisit de jouer pour l'équipe de Tunisie.
Il fait ainsi partie des 28 joueurs sélectionnés par Nabil Maâloul pour les matchs amicaux contre l'Iran et le Costa Rica dans le cadre des préparations de la coupe du monde 2018. Il est titulaire lors du premier match tunisien de la coupe du monde face à l'Angleterre, mais se blesse et est contraint de céder sa place à Farouk Ben Mustapha à la quinzième minute de jeu ; Mouez Hassen ne peut alors pas disputer le restant des matchs du mondial, et voit la Tunisie se faire éliminer à l'issue des phases de poules.
L'année suivante, il dispute sa première compétition continentale lors de la coupe d'Afrique des nations 2019. Le 14 novembre 2022, il est sélectionné par Jalel Kadri pour participer à la coupe du monde 2022. En décembre 2023, il est retenu dans la liste des 27 joueurs tunisiens sélectionnés par Kadri pour disputer la coupe d'Afrique des nations 2023.

## Statistiques

### En club
| Saison                | Club                  | Championnat           | Championnat | Championnat | Coupe(s) nationale(s) | Coupe(s) nationale(s) | Tunisie | Tunisie | Total | Total |
| Saison                | Club                  | Division              | M.          | B.          | M.                    | B.                    | M.      | B.      | M.    | B.    |
| 2013-2014             | OGC Nice              | Ligue 1               | 5           | 0           | 2                     | 0                     | -       | -       | 7     | 0     |
| 2014-2015             | OGC Nice              | Ligue 1               | 30          | 0           | 1                     | 0                     | -       | -       | 31    | 0     |
| 2015-2016             | OGC Nice              | Ligue 1               | 14          | 0           | 2                     | 0                     | -       | -       | 16    | 0     |
| 2016-2017             | OGC Nice              | Ligue 1               | -           | -           | -                     | -                     | -       | -       | 0     | 0     |
| 2018-2019             | OGC Nice              | Ligue 1               | -           | -           | -                     | -                     | 7       | 0       | 7     | 0     |
| Sous-total            | Sous-total            | Sous-total            | 49          | 0           | 5                     | 0                     | 7       | 0       | 61    | 0     |
| 2016-2017             | Southampton FC (prêt) | Premier League        | -           | -           | -                     | -                     | -       | -       | 0     | 0     |
| Sous-total            | Sous-total            | Sous-total            | -           | -           | -                     | -                     | -       | -       | 0     | 0     |
| 2017-2018             | LB Châteauroux (prêt) | Ligue 2               | 29          | 0           | 1                     | 0                     | 4       | 0       | 34    | 0     |
| Sous-total            | Sous-total            | Sous-total            | 29          | 0           | 1                     | 0                     | 4       | 0       | 34    | 0     |
| 2019-2020             | Cercle Bruges         | Jupiler Pro League    | 4           | 0           | -                     | -                     | 1       | 0       | 5     | 0     |
| Sous-total            | Sous-total            | Sous-total            | 4           | 0           | -                     | -                     | 1       | 0       | 5     | 0     |
| 2020-2021             | Stade brestois 29     | Ligue 1               | -           | -           | -                     | -                     | 4       | 0       | 4     | 0     |
| Sous-total            | Sous-total            | Sous-total            | -           | -           | -                     | -                     | 4       | 0       | 4     | 0     |
| 2021-2022             | Club africain         | Ligue 1 Pro           | 17          | 0           | -                     | -                     | 4       | 0       | 21    | 0     |
| 2022-2023             | Club africain         | Ligue 1 Pro           | 24          | 0           | 3                     | 0                     | -       | -       | 27    | 0     |
| 2023-2024             | Club africain         | Ligue 1 Pro           | 18          | 0           | 4                     | 0                     | 1       | 0       | 23    | 0     |
| 2024-2025             | Club africain         | Ligue 1 Pro           | 4           | 0           | -                     | -                     | -       | -       | 4     | 0     |
| Sous-total            | Sous-total            | Sous-total            | 63          | 0           | 7                     | 0                     | -       | -       | 70    | 0     |
| Total sur la carrière | Total sur la carrière | Total sur la carrière | 145         | 0           | 13                    | 0                     | 21      | 0       | 179   | 0     |

## Palmarès

### En club
Mouez Hassen est formé à l'OGC Nice avec qui il remporte la Coupe Gambardella en 2012.

### En équipe nationale
Avec l'équipe de France des moins de 19 ans, il est finaliste de l'Euro des moins de 19 ans en 2013,.